# Girolamo Minotto

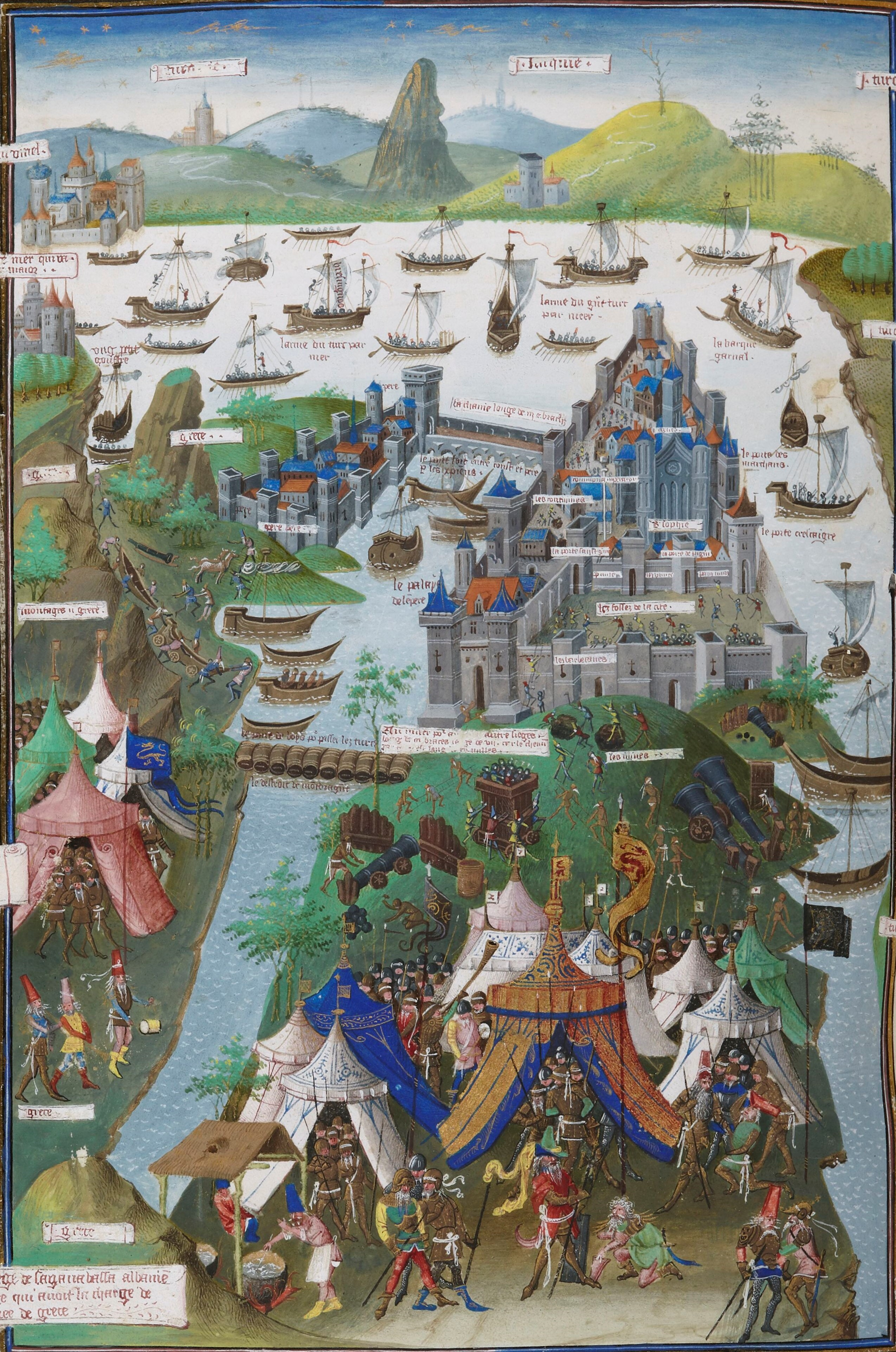
Rappresentazione dell'assedio di Costantinopoli nel manoscritto francese, Voyages d'Outremer di Bertrandon de la Broquière, del XV secolo.

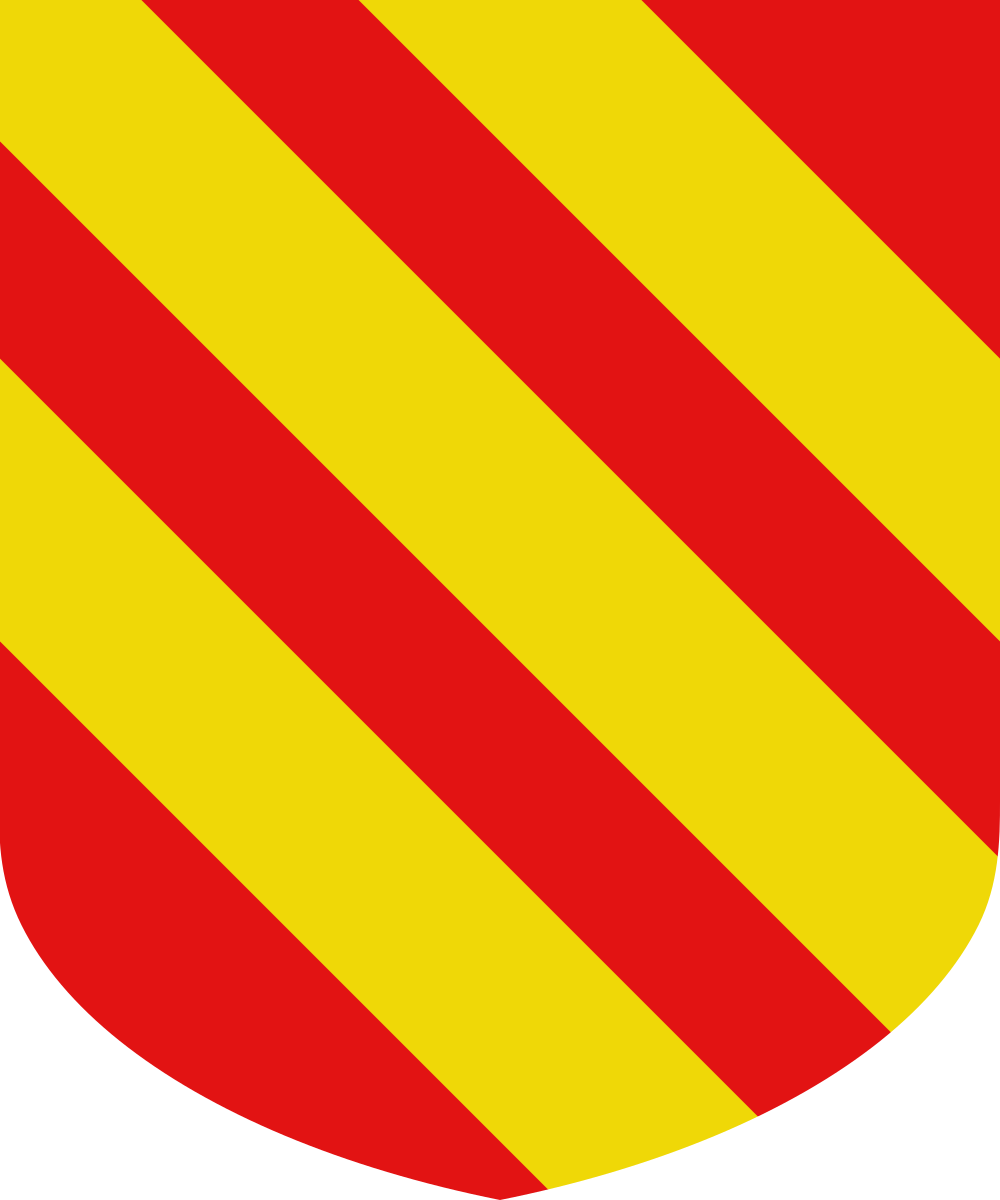
Stemma Minotto

Girolamo Minotto (... – Costantinopoli, 30 maggio 1453) è stato un politico italiano, bailo veneziano di Costantinopoli durante l'assedio turco del 1453.

## Biografia
Di famiglia patrizia, le prime notizie certe sul suo conto risalgono al 15 marzo 1450, quando fu eletto bailo di Costantinopoli al posto di Arsenio Diedo. Il 6 luglio successivo ottenne dal Senato un prestito equivalente allo stipendio del suo primo anno di carica.
Trascorse però più di un anno prima di poter raggiungere la città, probabilmente perché il governo preferì prima chiarire alcune questioni con l'imperatore Costantino XI Paleologo.
Assunse effettivo possesso della carica solo il 21 aprile 1451. Il momento era assai difficile poiché il sultano ottomano Maometto II stava preparando l'attacco finale alla capitale bizantina. Costantino aveva disperatamente chiesto rinforzi alla Serenissima la quale, tuttavia, cercò di tenersi fuori dal conflitto limitandosi a inviare polvere da sparo e armature.
Nell'agosto del 1452 Maometto aveva ultimato la costruzione del Rumeli Hisar, una fortezza sulla sponda europea del Bosforo, completando così le opere per l'assedio. Inoltre, impose a tutte le navi che volevano transitare per lo stretto il pagamento di un dazio. Il 10 novembre due navi veneziane che tornavano da Caffa riuscirono a eludere la dogana. Ma non fu altrettanto fortunato il mercantile comandato da Antonio Rizzo che il 26 dello stesso mese fu colpito dalle cannonate dei Turchi; l'intero equipaggio venne fermato e condotto ad Adrianopoli dove si trovava il sultano. Il sovrano liberò alcuni marinai e li spedì a Costantinopoli, uno lo fece schiavo nel Serraglio e altri li uccise; tra questi Antonio Rizzo, che venne impalato. A nulla servirono le suppliche dell'ambasciatore Fabruzzi Corner, inviato dal Minotto per chiederne la liberazione.
Frattanto l'attacco ottomano a Costantinopoli si faceva sempre più imminente. Dopo che, nel novembre 1452, la Serenissima aveva rifiutato ai Bizantini nuova una richiesta di aiuto, i Veneziani presenti in città decisero di restare collaborando alla difesa. Il Minotto, in virtù della sua carica, assunse il loro comando: dopo aver bloccato nel porto le navi veneziane che avevo fatto scalo a Costantinopoli, convocò un'assemblea nella chiesa di San Marco, presenti l'imperatore e il cardinale Isidoro di Kiev, in cui ai capitani delle galee fu imposto di rimanere in città, pena una multa di tremila ducati. Nel dicembre, inoltre, il Consiglio dei dodici della Comunità veneziana decise di allestire navi e convogli via terra che assicurassero i contatti con la madrepatria; inoltre, elesse capitani Alvise Diedo e Gabriele Trevisan perché affiancassero al Minotto.
Il 26 gennaio 1453 i tre si recarono da Costantino per chiedergli il permesso di caricare merci sulle loro navi ancorate al porto. Inizialmente l'imperatore rifiutò, temendo che salpassero durante la notte, ma di fronte alle garanzie del Trevisan finì per acconsentire.
L'assedio di Costantinopoli iniziò nell'aprile del 1453 e i Veneziani di Minotto presero parte attiva ai combattimenti: il 6 aprile il bailo lasciò il suo palazzo presso il Corno d'Oro e si portò alle Blacherne, presso le mura terrestri. Della sua attività durante la battaglia non si conosce altro e si dovrà aspettare il 28 maggio, vigilia della caduta, per avere altre notizie sul suo conto: in quel giorno ordinò ai Greci di portare presso un muro danneggiato dei ripari di legno (che tuttavia giunsero tardi e non vennero utilizzati a causa dell'infuriare dei combattimenti) e ai Veneziani di radunarsi presso le mura terrestri, ultimo baluardo della resistenza.
Il giorno dopo, alle prime ore dell'alba, i Turchi entrarono in città. Minotto fu catturato dalle milizie di Saghanos Pascià e l'indomani venne decapitato con uno dei suoi figli (forze Zorzi) e altri sette nobili veneziani; la moglie e l'altro figlio (forse Polo) furono imprigionati, ma pare che il secondo fosse riuscito a evadere.
La notizia non raggiunse subito la Laguna, tant'è che il 17 luglio successivo il Senato autorizzò un altro figlio del Minotto (forse lo stesso Polo che nel frattempo era tornato in patria) a imbarcarsi come balestriere per poter riscattare il padre, la madre e il fratello. Di lì a poco i fatti vennero chiariti e infatti il 28 agosto il Senato concedeva a un'altra figlia del Minotto una dote di 1000 ducati se si fosse sposata (300 se si fosse fatta monaca), mentre alla moglie e ai figli sopravvissuti una rendita di 25 ducati annui ciascuno.